# Gary Barlow
Gary Barlow, född 20 januari 1971 i Frodsham, Cheshire, är en brittisk sångare, musiker och låtskrivare. Han är mest känd som medlem i gruppen Take That, men han har även givit ut solomaterial och skrivit låtar åt flera andra artister, bland dem Robbie Williams, Delta Goodrem, Atomic Kitten och Agnetha Fältskog. Barlow är en av de mest framgångsrika låtskrivarna genom tiderna i hemlandet Storbritannien, där han har skrivit tretton listettor.

## Bakgrund
Barlow kommer från en arbetarklassfamilj och lärde sig spela keyboard som 10-åring efter att ha blivit betagen av ett tidigt tv-framfrädande av Depeche Mode.  Som 12-åring började han spela keyboard på pubar och så kallade "working men's clubs" i norra England.   Han började skriva egna låtar och spela in dem på kassettband i sitt sovrum några år senare. 

## Musikkarriär

### 1989–1996: Take That
1989 kom Barlow i kontakt med managern och nattklubbsägaren Nigel Martin-Smith, som hade planer på att skapa Storbritanniens svar på New Kids on the Block. Barlows låtskrivande och sångröst imponerade på Martin-Smith, och Barlow fick genast en plats i bandet som senare kom att bli Take That. 
Under tidigt 1990-tal var Take That ett av Europas största popband och Barlow vann flera priser för sitt låtskrivande, bland annat flera Ivor Novello Awards för låtarna Back för Good,  Pray och Never Forget. 
När Take That splittrades 1996 satsade Barlow på solokarriär. 

### 1996–2005: Solokarriär och konflikt med Robbie Williams
När Take That splittrades 1996 hade Barlow redan ett påskrivet solokontrakt och förväntades en lysande internationell popkarriär. Pressen blev dock för stor, och efter två soloskivor med blygsamma föräljningssiffror, och en misslyckad USA-lansering, sa skivbolaget upp sitt kontrakt med Barlow.  Barlows planerade solokarriär blev heller inte hjälpt av att forna bandkollegan i Take That, Robbie Williams, som i slutet av 1990-talet hade förvandlats till en av Europas största popstjärnor, drev en offentlig hatkampanj mot Barlow och övriga bandmedlemmar i Take That i media. I efterhand har Williams berättat att han var djupt sårad över hur han upplevde att Take Thats manager Nigel Martin-Smith alltid favoriserade Barlow i bandet, och hur ingen av de andra bandmedlemmarna tog hans parti eller ens märkte hur Williams försvann ner i depression och alkoholmissbruk under det sista året i bandet.  
Efter att ha mist sitt skivkontrakt lämnade Barlow musikbranschen några år, innan han i hemlighet började skriva låtar åt andra artister under psedonym. I sin självbiografi A Better Me berättar Barlow att Williams vid tidpunkten hade baktalat honom så mycket att ingen i musikbranschen längre ville ha med honom eller hans namn att göra. 

### 2005–2011: Comeback med Take That och återförening med Robbie Williams
Nio år efter Take Thats splittring övertalades samtliga bandmedlemmar att ställa upp i en tv-dokumentär om bandet inför släppet av en samlingsskiva. Dokumentären Take That: For the Record blev en stor tv-succé och ledde till att bandet återförenades för en nostalgiturné 2005. Turnébiljetterna sålde slut på 30 minuter och turnén blev upptakten till att Take That gjorde comeback med det nyskrivna albumet Beautiful World året därpå.  Under åren 2005–2010 utvecklades Take That till ett av Europas största liveband och gick från succé till succé med topplistesinglar och utsålda turnéer.                              
Samtidigt som Take That gick från klarhet till klarhet började Robbie Williams få problem med drogmissbruk och hans karriär gick allt sämre. Efter att Williams blivit nykter träffades Williams, Barlow och övriga Take That-medlemmar i Williams hem i Los Angeles 2008 för att prata ut.  Efter att ha löst alla gamla konflikter och bett varandra om ursäkt gjorde Barlow och Williams låten Shame tillsammans om deras 10 år långa konflikt. Barlow har efter Shame även fortsatt skriva låtar tillsammans med Williams, bland annat Williams listetta Candy.                              
2010 återförenades Robbie Williams med Take That för albumet Progress och den efterföljande Progress-turnén.

### 2012: Nylansering av solokarriären
2012 släppte Barlow sin första soloskiva på 13 år med albumet Sing. Barlow har fortsatt att släppa soloskivor sedan dess, men sedan Take Thats återförening 2005 menar han att bandet alltid kommer att vara hans huvudfokus, och att han inte är ute efter några stora framgångar med sitt solomaterial. 

## Välgörenhetsarbete
På uppmaning av Drottning Elizabeth II anordnade Barlow firandet av drottningens diamantjubileum i London 2012. Den 16 juni 2012 utnämndes han till Officer av den Brittiska imperieorden för sina insatser inom musik och välgörenhet.

## Privatliv
Barlow är sedan 2000 gift med dansaren Dawn Andrews, som var en av Take Thats bakgrundsdansare under flera turnéer på 1990- och 2000-talen. Paret har tre barn, Daniel (född 2000), Emily (född 2002) och Daisy (född 2009). Det fjärde barnet, dottern Poppy, var dödfött 2012. 

## Diskografi
- 1997 – Open Road
- 1999 – Twelve Months, Eleven Days
- 2012 – Sing
- 2013 – Since I Saw You Last
- 2020 – Music Played by Humans
- 2021 – The Dream of Christmas